# Joachim Zander
Joachim Zander (Berlin, 1917. április 20. – Atlanti-óceán, 1944. április 22.) német tengeralattjáró-kapitány volt a második világháborúban. Egy hajót süllyesztett el, vízkiszorítása 10 342 brt volt. Tagja volt a híres 1936-os évfolyamnak, amelyet olimpiai csapatnak neveztek a berlini olimpiára utalva.

## Pályafutása
Joachim Zander 1936. április 3-án csatlakozott a német haditengerészethez. 1942. március 3-án kinevezték az U–3  iskolahajó parancsnokának. 1943. március 23-án az U–311 irányításával bízták meg. Ezzel a hajóval két őrjáratot tett. 1944. április 22-én az Atlanti-óceán északi részén halt meg, amikor két kanadai fregatt, az HMCS Matane és az HMCS Swansea mélységi bombákkal elpusztította a tengeralattjáróját.

## Összegzés
| Hajója | Parancsnoki szolgálata                  | Őrjáratok száma | Őrjáratok hossza (nap) | Eltalált hajók száma | Eltalált hajók vízkiszorítása (brt) |
| ------ | --------------------------------------- | --------------- | ---------------------- | -------------------- | ----------------------------------- |
| U–3    | 1942. március 3. – 1942. szeptember 30. | 0               | 0                      | 0                    | 0                                   |
| U–311  | 1943. március 3. – 1944. április 22.    | 2               | 110                    | 1                    | 10 342                              |

## Elsüllyesztett hajó
| Búvárhajó | Nap               | Hajó   | Nemzetisége      | Vízkiszorítása (brt |
| --------- | ----------------- | ------ | ---------------- | ------------------- |
| U–311     | 1944. március 19. | Seakay | Egyesült Államok | 10 342              |